# Luca Burgstaller
Luca Burgstaller, auch Luca Maria Burgstaller, (* 22. Juli 1995) ist ein österreichischer Politiker der Sozialdemokratischen Partei Österreichs (SPÖ). Von 2016 bis 2025 war er Landesvorsitzender der Sozialistischen Jungen Generation (SJG), seit April 2018 ist er Abgeordneter zum Kärntner Landtag.

## Leben
Luca Burgstaller wuchs in Hermagor auf, wo er nach dem Besuch der Volks- und Hauptschule 2013 am BORG maturierte. 2014 begann er ein Wirtschaftsrecht-Studium. Burgstaller absolvierte die Kärntner Nachwuchsakademie (NAK) des Renner-Instituts der SPÖ Kärnten.
Mit 15 Jahren wurde er in der Sozialistischen Jungen Generation (SJG) aktiv, die ihren Namen durch die Zusammenlegung der Sozialistischen Jugend (SJ) und der Jungen Generation (JG) erhielt. Ab 2013 gehörte er dem Landesvorstand der Sozialistischen Jungen Generation Kärnten an, zu deren Landesvorsitzendem er im April 2016 als Nachfolger von Michael Raunig gewählt wurde. Seit den Gemeinderats- und Bürgermeisterwahlen in Kärnten 2015 ist er Mitglied des Gemeinderates in Hermagor, wo er auch als SPÖ-Stadtparteiobmann fungiert.
Im Juni 2017 wurde er als Nachfolger von Josef Zoppoth als Spitzenkandidat für die Landtagswahl in Kärnten 2018 für den Bezirk Hermagor präsentiert. Am 12. April 2018 wurde er in der konstituierenden Landtagssitzung der 32. Gesetzgebungsperiode als Abgeordneter zum Kärntner Landtag angelobt, wo er als Bereichssprecher für Jugend, Innovation und Digitalisierung fungiert und dem Ausschuss für Finanzen und Beteiligungsmanagement, dem Ausschuss für Frauen, Generationen und Integration sowie dem Ausschuss für Recht, Verfassung, Immunität, Volksgruppen und Bildung angehört. Im Oktober 2019 wurde er außerdem als Nachfolger von Klaus Köchl Ausschussvorsitzender des Ausschusses für Gemeinden, Feuerwehren und Katastrophenschutz.
Beim Roten Kreuz ist er als Nachfolger von Christian Potocnik Leiter der Bezirksstelle Hermagor und wurde zum Landesrettungsrat ernannt. 2020 wurde er SPÖ-Bezirksparteivorsitzender von Hermagor, 2022 und 2025 wurde er in dieser Funktion bestätigt.
Im Juli 2022 wurde er beim Landesparteivorstand der SPÖ Kärnten zum Stellvertreter des Landesparteivorsitzenden Peter Kaiser gewählt. Im Juli 2025 übergab er nach neun Jahren das Vorsitzendenamt der Sozialistischen Jungen Generation Kärnten an Paul Kofler.